# 荷叶镇 (桂阳县)
荷叶镇，是中华人民共和国湖南省郴州市桂阳县下辖的一个乡镇级行政单位。

## 行政区划
荷叶镇下辖以下地区：
新市村、老铺村、新塘村、两路口村、唐家村、下故村、水源村、塘家洞村、荷叶村、潭溪村、上冲村、山田村、水边村、高山村和干塘村。

## 中国传统村落
2013年8月，鑑塘村上王家村被评为第二批中国传统村落。